# علم اللاهوت المسيحي

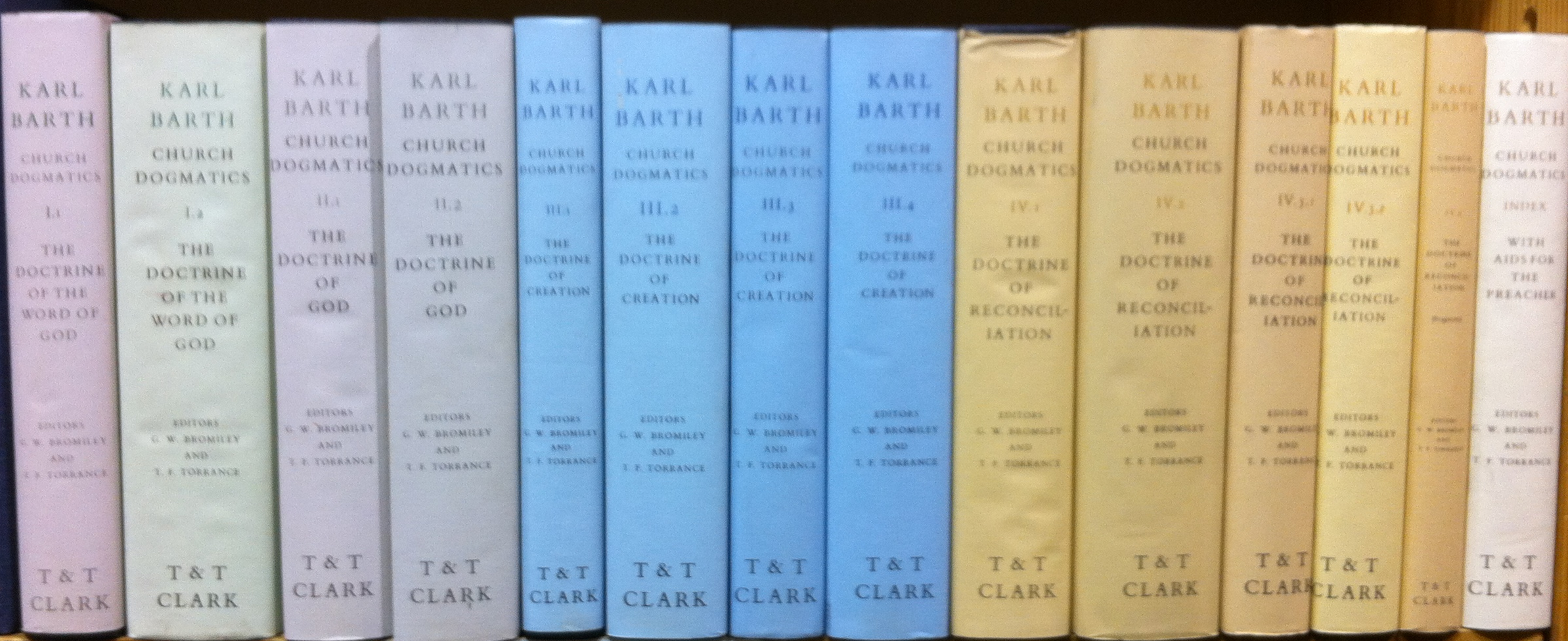
دوغماتية كنيسة كارل بارث

علم اللاهوت، هو علم دراسة الإلهيات دراسة منطقية، وقد اعتمد علماء اللاهوت المسيحيين على التحليل العقلاني لفهم المسيحية بشكل أوضح، ولكي يقارنوا بينها وبين الأديان أو التقاليد الأخرى، وللدفاع عنها في مواجهة النقد، ولتسهيل الإصلاح المسيحي، وللمساعدة بنشر المسيحية، ولأسباب أخرى متنوعة.
ينقسم علم اللاهوت إلى فروع كثيرة، كاللاهوت العقائدي، والأدبي، والتاريخي، والفلسفي، والطبيعي وغيرها. اللاهوت النظامي هو جزء تخصصي من اللاهوت المسيحي ويصوغ الإيمان والمعتقدات المسيحية بشكل منظم ومنطقي ومتماسك. يتوجه اللاهوت النظامي بشكل أساسي على النصوص المقدسة التأسيسية للمسيحية، في حين أن التحقيق يركز على تطور العقيدة المسيحية على مدى التاريخ، ولا سيما من خلال التطور الفلسفي. يركز اللاهوت النظامي على مواضيع شتى منها استكشاف الله (اللاهوت الصحيح)، وصفات الله، والثالوث عادة ما يتبنى من قبل المسيحيين الثالوثين، والوحي، والتأويل في الكتاب المقدس، والخلق، والعناية الإلهية، والثيوديسيا، والأنثروبولوجيا، والكرستولوجيا، وعلم الكائنات الروحية، وعلم الخلاص، والدراسات الكنسية، وعلم التبشير، والروحانية، والتصوف، وعلم اللاهوت المقدس، والأسرار المقدسة، وعلم الأخرويات، واللاهوت الأدبي، والآخرة، والفهم والفلسفة المسيحية والفلسفات الدينية الأخرى. وقد أثرّ اللاهوت المسيحي على الثقافة الغربية، وخاصًة في أوروبا ما قبل الحداثة.

## التقاليد المسيحية
يختلف علم اللاهوت المسيحي ويتنوّع حسب الأفرع الرئيسة للمسيحية: الكاثوليكية والأرثوذكسية والبروتستانتية. لكل واحدة من تلك المذاهب مسلكها المتفرّد حيال المعاهد اللاهوتية والتأسيس الكهنوتي.

## علم اللاهوت المنهجي
اللاهوت المنهجي هو تخصص من تخصصات اللاهوت المسيحي، يضمّ مصادر وشهادات من الإيمان والمعتقدات المسيحية تتسم بالتنظيم والعقلانية والاتساق. يرتكز اللاهوت المنهجي على النصوص التأسيسية المقدسة من الديانة المسيحية، ويستقصي في الوقت ذاته نشوء العقيدة المسيحية على مرّ التاريخ، وإبان التطور الفلسفي المسيحي خصوصًا. يُعد نشوء المنهج أو الطريقة جوهر نظام الفكر اللاهوتي، وهو المنهج القابل للتطبيق عمومًا وخصوصًا. يستكشف اللاهوت المسيحي المنهجي عادةً الأشياء التالية:
- الله (أصول الإلهيات)
- صفات الله
- الثالوث الذي تبنّاه المسيحيون المؤمنون بالثالوث الأقدس
- الوحي
- علم التأويل الكتابي - تفسير نصوص الإنجيل المقدسة
- قصة الخلق في سفر التكوين
- العناية الإلهية
- العدالة الإلهية أو الثيوديسيا
- الفلسفة
- وجهة النظر المسيحية تجاه الخطيئة
- الكريستولوجيا - دراسة طبيعة وشخص المسيح
- علم الكائنات الروحية - دراسة الروح القدس
- علم الخلاص - دراسة الخلاص
- الإكليسيولجي أو الدراسات الكنسيّة - دراسة الكنيسة المسيحية
- علم الإرساليات الكنسيّة - دراسة الرسائل والبعثات المسيحية
- الروحانية والتصوف
- لاهوت الأسرار المقدسة
- علم الآخرات - المصير النهائي للبشرية
- الأخلاقيات
- الأنثروبولوجيا المسيحية
- الحياة الآخرة

## مقدمة: الكتاب المقدس أساس علم اللاهوت

### الوحي الكتابي
الوحي هو الكشف أو الإفشاء، أو توضيح الشيء وتبيانه عبر التواصل المباشر أو غير المباشر مع الله. قد يكون الوحي من الله مباشرة، أو عبر وسيطٍ مثل الملاك. يُدعى الشخص الذي اختبر تواصلًا كهذا بالرسول. يرى المسيحيون عمومًا أن الإنجيل جاء عبر الوحي الإلهي أو وحي خارقٍ للطبيعة. لا يحتاج نزول الوحي دائمًا إلى وجود الله أو الملاك، فعلى سبيل المثال، ووفق ما يُطلق عليه الكاثوليكيون اسم السياق الباطني، قد يكون الوحي الخارق للطبيعة مجرّد صوت داخلي يسمعه المتلقي.
وصف توما الأكويني (1225-1274) نوعين من الوحي في المسيحية: الوحي العام والخاص.
- يحدث الوحي العام عبر مراقبة الكون والنظام الكوني. تساهم ملاحظة الكون في التوصل العقلاني إلى استنتاجات مهمة، مثل وجود الله وتأكيد بعض صفاته. يُعد الوحي العام أيضًا أحد عناصر اللاهوت الدفاعي.
- لا يمكن استنباط بعض الخصوصيات إلا عبر الوحي الخاص، مثل الثالوث المقدس والتجسّد، وهي التي كُشف عنها في تعاليم الكتاب المقدس.

### الإلهام الكتابي
يحتوي الكتاب المقدس الكثير من الآيات يدعي كتابها أنهم تلقوا الرسالة عبر وحي أو إلهامٍ إلهي، أو يذكرون فيها تأثير هذا الإلهام على الآخرين. علاوة على الشهادات المباشرة للوحي المكتوب (كتلقي موسى الوصايا العشر المدونة على اللوحين الحجريين)، ادّعى أنبياء العهد القديم مرارًا أن رسالتهم ذات مصدرٍ إلهي عبر استهلال الوحي بالعبارة التالية: «هكذا يقول الرب» (في الآيتين 22 و24 من الإصحاح 12 سفر الملوك الأول، والآيتين 3 و4 من الإصحاح 7 في سفر أخبار الأيام الأول، والآية 13 من الإصحاح 35 في سفر أرميا، والآية 4 من الإصحاح 2 في سفر حزقيال، والآية 9 من الإصحاح 7 في سفر زكريا). تدّعي رسالة بطرس الثانية «كل نبوة الكتاب ليست من تفسير خاص. لأنه لم تات نبوة قط بمشيئة إنسان، بل تكلم أناس الله القديسون مسوقين من الروح القدس». تدلّ رسالة بطرس الثانية على أنّ كتابات بولس مستلهمة أيضًا (الإصحاح 3 الآية 16).
يستشهد الكثير من المسيحيين بآية من رسالة بولس لتيموثاوس، في سفر تيموثاوس 2 الإصحاح 3 الآيتين 16 و17، بصفته دليلًا على أن «كل الكتاب هو موحى به من الله ونافع…» يشير القديس بولس هنا إلى العهد القديم، وذلك لأن تيموثاوس يعلم النصوص الدينية منذ مرحلة الطفولة (الآية 15). يستنبط آخرون وجهة نظرٍ مختلفة من النص، فيرى عالم اللاهوت سي. إتش. دود مثلًا أنّ الآية السابقة يمكن تأويلها إلى «كلّ نص مستلهم هو نصّ مفيد». تظهر ترجمة مماثلة في الكتاب المقدس الإنجليزي الجديد والنُسخة المنقّحة من الكتاب المقدس الإنجليزي، وعلى هيئة بديلٍ في الهامش ضمن النسخة المعيارية المنقحة الجديدة. بالإمكان قراءة الآية كذلك في نسخة الفولغاتا اللاتينية. في المقابل، دافع آخرون عن التفسير «التقليدي» للآية، فيقول دانيال بي. والاس أن الترجمة البديلة «ليست أفضل ترجمةٍ».
تبدّل بعض النسخ الإنجليزية الحديثة من الكتاب المقدس الوحيَ الإلهي، وتحوّله إلى «النَفس الإلهي» (النسخة العالمية الجديدة) أو «من نَفس الله» (النسخة المعيارية الإنجليزية)، فتتجنّب كلمة وحي تمامًا، وهي الكلمة التي تعود أصولها إلى الجذر اللاتيني inspīrāre، بمعنى «ينفخ أو يزفر».

### مرجعية الكتاب المقدس
في المسيحية، تُعد مجموعة الكتب المؤلفة للكتاب المقدس القانوني أساس سلطة الكتاب المقدس ومرجعيته، وهي مكتوبة أيضًا على يد مؤلفين بشريين جاءَهم الوحي من الروح القدس. يؤمن بعض المسيحيين بمثالية الكتاب المقدس (أي خلوّه التام من الأخطاء والتناقضات، حتى في الشؤون التاريخية والعلمية)، ويؤمن آخرون بمعصوميّة الكتاب المقدس (أي مثاليّته في بعض الجوانب كالإيمان والعبادات، وليس بالضرورة أن يكون خاليًا من الأخطاء بخصوص الشؤون التاريخية أو العلمية).
استنتج بعض المسيحيين استحالة أن يكون الكتاب المقدس لا معصومًا أو عرضة للخطأ، ومنزلًا من الوحي الإلهي في نفس الوقت. فإذا كان الكتاب المقدس من الوحي الإلهي، فمصدر هذا الوحي هو الله غير المخطئ في ما ينتجه. تُعد عقائد الوحي الإلهي والعصمة والتنزه عن الخطأ، في نظر هؤلاء الأشخاص، أمورًا مرتبطة ببعضها ارتباطًا لا يتجزأ. يُعد مفهوم استقامة الكتاب المقدس أحد مبادئ عصمة الكتاب المقدس، وهو المفهوم القائل أنّ النصوص المقدّسة الحالية كاملة وخالية من الأخطاء، وأن استقامة الكتاب المقدس لم تفسد. يلاحظ بعض المؤرخين، أو يدّعون، أن عقيد استقامة الكتاب المقدس تبنّتها المسيحية بعد مئات السنوات من كتابة نصوص الكتاب المقدس.

### الكتاب المقدس القانوني
يتشابه محتوى العهد القديم البروتستانتي مع محتوى قانون الكتاب المقدس العبري، مع وجود بعض التغييرات في تقسيم وترتيب الأسفار، لكن العهد القديم الكاثوليكي يحتوي نصوصًا إضافية تُدعى الأسفار القانونية الثانية. يعترف البروتستانتيّون بـ 39 سفرًا في الكتاب المقدس القانوني، في حين يعترف الروم الكاثوليك والمسيحيون الشرقيون بـ 46 سفرًا من الأسفار القانونية. يستخدم الكاثوليك والبروتستانتيّون الأسفار الـ 27 ذاتها من العهد الجديد.
استخدم المسيحيون الأوائل الترجمة السبعينية، وهي نسخة تُرجمت فيها النصوص العبرية إلى اليونانية العامية المختلطة. أقرّت المسيحية لاحقًا عدة كتابات إضافية ستتحوّل فيما بعد إلى العهد الجديد. عُقدت عدة ملتقيات فكرية أو سينودس في القرن الرابع، أبرزها سينودس هيبون عام 393 ميلادي، لإنتاج قائمة من النصوص المكافئة للأسفار الـ 46 القانونية في العهد القديم، وهي الأسفار التي يستخدمها الكاثوليكيون اليوم (بالإضافة إلى الأسفار الـ 27 من العهد الجديد التي يستخدمها كافة المسيحيين).

## وصلات خارجية
- علم اللاهوت حسب معتقد الكنيسة القبطية الأرثوذكسية المجلد الأول للعلامة الإيغومانس ميخائيل مينا
- علم اللاهوت حسب معتقد الكنيسة القبطية الأرثوذكسية المجلد الثاني للعلامة الإيغومانس ميخائيل مينا